# リチャード・ドーキンス
クリントン・リチャード・ドーキンス（Clinton Richard Dawkins, [ˈdɔ:kɪnz]、1941年3月26日 - ）は、イギリスの進化生物学者・動物行動学者である。The Selfish Gene（『利己的な遺伝子』）をはじめとする一般向けの著作を多く発表している。存命の一般向け科学書の著者としてはかなり知名度の高い一人である。
「不滅のコイル」「盲目の時計職人」「遺伝子の川」など、巧妙かつ多彩な比喩で科学を表現し、比喩の名手と称される。こうしたドーキンスの比喩表現は誤解を招く温床となりがちだが、ドーキンス自身は、「擬人的な思考は、使い方さえ間違えなければ、啓蒙に役立つ。また、そのレベルまで降り立って現象を解析できる。結果、科学者が正しい答えを出す助けになる」と、比喩を使うことを弁明している。

## 概説
ドーキンスは、「自然選択の実質的な単位が遺伝子である」とする遺伝子中心視点を提唱したことでよく知られている。「生物は遺伝子によって利用される"乗り物"に過ぎない」という比喩表現は、多くの読者に衝撃を与えた。遺伝子中心視点の考え方は、ミツバチが見せる一見利他的な行動など、動物のさまざまな社会行動の進化のプロセスを説明するために提唱された血縁淘汰説やESS理論を先鋭なスタイルで表現したもので、社会生物学が広く受容されるきっかけの一つとなった。自然選択を重視する彼の立場から、マレク・コーンはドーキンスをダーウィンの思想的後継者の一人と位置づけている。イギリスのメディアではダーウィンのブルドッグと呼ばれたT.H.ハクスリーになぞらえて、「ダーウィンのロットワイラー」と呼ばれることもある。
文化の伝播を遺伝子になぞらえた「ミーム」という語を考案した。スティーヴン・ジェイ・グールドとの論争でも知られる。この論争は社会生物学を受容するグループと拒絶するグループの象徴となったが、二人は創造論に対しては共闘関係にあった。熱烈な無神論者、反宗教主義者、懐疑主義者、ダーウィニストとして知られ、世俗的ヒューマニズムやブライト運動、科学的合理主義の推進者でもある。2004年にプロスペクト誌が行った「イギリスの知識人100人」で首位に選ばれた。2006年（65歳）の著書『神は妄想である』は2007年11月の時点で英語版の売り上げが150万冊に達し、31言語に翻訳された。今日、彼の著書の中で最も有名な一冊となった。

## 経歴
1941年3月に、イギリスの植民地であったケニアのナイロビに生まれた。父クリントン・ジョン・ドーキンスは軍人で、第二次大戦で連合国軍に合流するためにイギリスからケニアに移住していた。1949年、ドーキンスが8歳の時に彼らの家族はイギリスに戻った。彼の両親は自然科学に関心があり、幼いドーキンスの疑問に対して科学的な用語を用いて答えた。
ドーキンスは幼少時代を「ごく普通の英国国教会信徒として育てられた」と述べている。しかし9歳の頃には「神の存在は嘘である」と考え始めた。しばらくするとデザイン論、つまり「自然の秩序や目的、複雑なデザインは神の存在の証拠である」とするインテリジェント・デザイン説の主張に納得させられ、信仰に戻った。その後再び、「国教会の習慣は不条理で、神を用いた道徳の押しつけだ」と考えるようになった。そして進化のプロセスを理解するに従い、彼の宗教的な視点は最終的に転換し元には戻らなかった。彼は自然選択が生物の複雑さを十分な説得力を持って説明できると感じ、超自然的造物主の存在を不要と考えるようになった。
1954年から1959年までパブリックスクールのアウンドル・スクール (Oundle School) に通った。その後オックスフォード大学のベリオールカレッジに進学し、ニコ・ティンバーゲンの元で動物学を学んだ。1962年に学部を卒業し、1966年に学位を取得した。その後もしばらく研究のためにティンバーゲンの研究室に残った。ティンバーゲンは動物行動、特に動物の本能、学習、判断の研究の先駆者であった。ドーキンスはこの時代に、動物の意思決定について研究を行っている。
1967年から1969年まで、カリフォルニア大学バークレー校に動物学の助教授として赴く。カリフォルニアでは当時進行しつつあったベトナム戦争への大規模な反戦運動が行われており、ドーキンスもこの運動に深く関わった。1970年にオックスフォード大学に講師として戻った。同年ニュー・カレッジの会員に選出されている。1990年に準教授（Reader）となった。1995年に、チャールズ・シモニーの寄付によって新設された“科学的精神普及のための寄付講座”の初代教授に就任した。著名な教え子には数理生物学者のアラン・グラフェン、動物行動学者でサイエンスライターのマーク・リドレー（マット・リドレーとは別人）がいる
2008年9月にドーキンスはチャールズ・シモニー教授職を定年退職し、後任にワダムカレッジの数学教授マーカス・デュ・ソートイが指名された。
1967年に動物行動学者メリアン・スタンプ と結婚し、1984年に離婚した。その後Eve Barhamと結婚し娘のジュリエット・エマをもうけたが、彼らは再び離婚した。Eve Barhamは1999年に癌で死去した。1992年に、共通の友人であったダグラス・アダムスを介して知り合った女優のララ・ウォードと結婚した。

## 業績

### 進化生物学

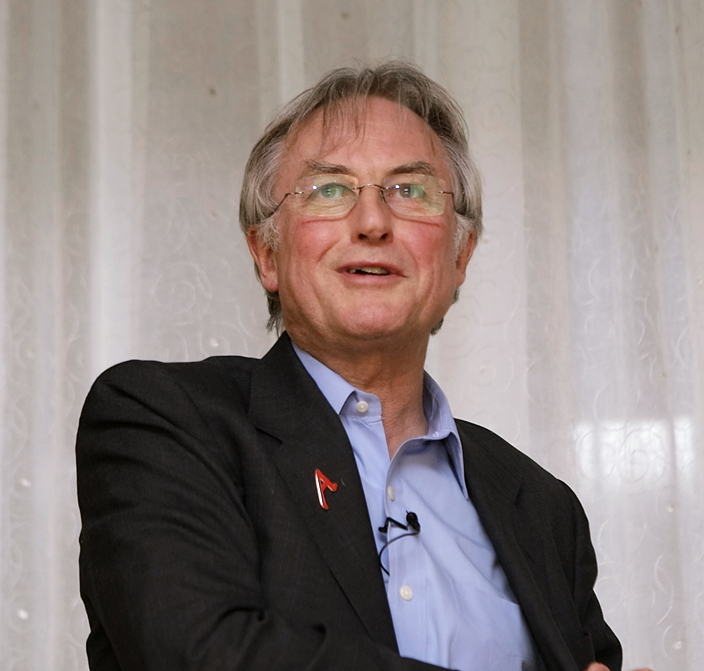
アメリカ無神論協会の34回大会で講演するドーキンス。2008年3月21日

科学的な業績において最もよく知られているのは利己的遺伝子論、すなわち進化における遺伝子中心の視点を広めたことである。この視点は1976年の著書『利己的な遺伝子』で明確に示されている。彼は「自己複製する実体の生存率の差によって全ての生命は進化する」と述べた。続く『延長された表現型』（1982）では自然選択を「自己複製子が互いよりもより多く増殖するプロセス」と表現した。動物行動学者としては、動物の行動と自然選択の関連に関心を持っている。また「遺伝子を進化の原理的な単位と見なすべきだ」と提唱している。
ドーキンスは進化における反適応主義（たとえばS.J.グールドとR.レウォンティンのスパンドレル主義、生物の形質には適応的な物もそうでない物もあり、適応主義[彼らはしばしば適応万能論と呼ぶ]のような作業仮説は不適当だとする立場）、および遺伝子より高次のレベルでの選択に懐疑的である。特に利他行動の理解の基盤として群選択を用いることに対して強く疑いを抱いている。
利他的行動は、他者を助けるために自分の適応度を低下させるという行動がどのようにして進化するのかという点で、当初は進化上のパラドックスであった。以前は多くの生物学者が群選択的な視点、つまり「個体は自分自身の利益にならなくても群れや種のためによいから利他行動を取るのだ」と解釈していた。イギリスの進化生物学者W.D.ハミルトンは包括適応度と血縁選択という概念（個体の利他的な行為は遺伝子を高い確率で共有している近親者に向けられている）を提唱し、遺伝子中心の視点から利他行動を理解する道をひらいた[a]。
同様に、ロバート・トリヴァーズは遺伝子中心のモデルを発展させ、「個体が将来の返報を期待して他個体へ利益を与える」とする互恵的利他主義を提唱した。
ドーキンスはこれらのアイディアを『利己的な遺伝子』で発展させた。
ドーキンスの批判者は「選択の単位として遺伝子はふさわしくない」「個体が繁殖に成功するか失敗するかのみでそれ以外はない」と述べる。しかし「長い時間をかけ集団中で対立遺伝子の頻度が変化する」という進化の定義の元で、遺伝子は進化の説明に広く用いられている。『利己的な遺伝子』でドーキンスは「遺伝子」の定義にG.C.ウィリアムズの「自然選択の単位として役立つだけの長い世代にわたって続きうる染色体物質の一部」を用いている。
他の一般的な批判には、「遺伝子は単独では生存できず個体を作るために他の遺伝子と協力し合わなければならないのだから単独の単位たり得ない」、がある。『延長された表現型』でドーキンスは「遺伝子の乗換えと有性生殖が存在するために、個々の遺伝子の視点に立てば他の遺伝子は環境の一部と見なせる」と述べた。
リチャード・レウォンティン、デイビッド・スローン・ウィルソン、エリオット・ソーバーのような、より高次レベルの選択の支持者は「遺伝子に注目するだけでは生物の現象の理解に不十分だ」と批判している。1970年代以降、断続的にドーキンスを批判している哲学者メアリー・ミッジリーは、「遺伝子選択」、「ミーム」、社会生物学を極端な還元主義だと批判している。
進化の解釈とメカニズムに対する一連の論争（「ダーウィン・ウォーズ」と呼ばれることもある）は社会生物学論争の一端として、ドーキンスと彼のライバルであるアメリカの生物学者スティーヴン・ジェイ・グールドの間で行われた。二人は特に社会生物学と進化心理学の論争において、ほとんどの場合ドーキンスは擁護者として、グールドは批判者として論陣を張った。ドーキンスの典型的な立場はスティーブン・ローズ、レオン・カミン、レウォンティンの『遺伝子の中にはない』に対する酷評によくあらわされている。ローズらやグールドの主な批判は「社会生物学者は遺伝子決定論者で還元主義者である」「現在の社会的不公平は遺伝子の不可避的な現れであると正当化している」であった。これに対し、「ローズらの批判は単なるウソである。遺伝的な効果の不可避性神話は社会生物学とは何の関係もなく、ローズらのパラノイア的で悪魔神学的な科学の中にしかない」と述べた。また「社会生物学者が「遺伝子」について多く語るのは、行動であれその他の形質であれ、それに関わる遺伝子を想定しなければ進化の文脈で扱えないからだ」とも述べた。ローズらが遺伝子決定論の代替案として提示した「弁証法的生物学」のたとえ話はケーキであった。ケーキは材料の質や焼く温度や、それらの複雑な相互作用の結果であって、各要素に分離することはできない。ただし、この喩えはすでに1981年にドーキンスが用いていた。ドーキンスとパトリック・ベイトソンは、遺伝子の働きをレシピに、材料を環境に喩えていた。しかしこの比喩は個体発生に対するものであり、「ローズらは個体発生と進化を混同している」とも述べた。
ドーキンスの側に立つ代表的な論者にはスティーブン・ピンカーとダニエル・デネットがあげられる。デネットは遺伝子中心視点を支持し、生物学における還元主義を擁護している。ドーキンスとグールドは、学問上の意見の不一致にもかかわらず、敵意は個人的な関係にまでは及んでいなかった。ドーキンスはグールドの死の翌年に出版された『悪魔に仕える牧師』でグールド追悼のために一節を当てている。
ドーキンスのその後の著作は進化の経験的な証拠をまとめた内容で、チャールズ・ダーウィンの『種の起源』出版のちょうど150周年に当たる 2009年11月24日に出版が予定された。

### 創造論批判
ドーキンスは創造論、すなわち「人間性や生命、世界は神によって創造された」という宗教的信念に対する熱烈な批判者である。彼は創造論を「不条理、知性の減衰、虚言」と表現している。1986年の著書『盲目の時計職人』と2006年の『神は妄想である』では創造論における重要な主張であるデザイン論の時計職人アナロジー（およびフレッド・ホイルのジャンボジェット・アナロジー）に反論を行っている。時計職人のアナロジーは18世紀のイギリスの神学者ウィリアム・ペイリーが『自然神学』で用いたもので、「時計のように非常に複雑で高い機能性を持つ存在がただの偶然で生まれるわけはなく、生命はそれ以上に複雑なのだから、それは意味深遠なデザインの証拠なのだ」とした。しかしながら、ドーキンスは、「自然選択の累積的な力は生物の世界の機能的で非ランダムな複雑さを説明することが可能である」とした。「自然は自動的で、無知性的で、"盲目の"時計職人の役割を果たしている」と述べた。また同書では「中間型の器官や行動は役に立たない」とする創造論の主張に対しても、「中間型の眼や翼が役立たないという前提に根拠はない」と述べた。
1986年に行われたオックスフォード協会のハクスリー記念討論で、ドーキンスとジョン・メイナード＝スミスは若い地球の創造論者（「地球は6000年前に創造された」と主張している）のA.E.ワイルダー＝スミス、および聖書創造協会の会長エドガー・アンドリューズと討論を行った。しかしそれ以降、ドーキンスはスティーヴン・ジェイ・グールドの忠告に従って公的な討論を拒絶している。「創造論者は"社会的認知を得るための酸素" として討論を渇望しており、議論で打ちのめされることを意に介しない。公的な場で討論したという事実が、彼らを認めていることになるからだ」とグールドは述べた。
ドーキンスはまたインテリジェント・デザインを理科教育に含めることを「それは科学的な主張ではない。宗教の一つだ」と述べ、猛烈に反対している。創造論を公立学校の教育に持ち込もうとするイギリスの団体「科学における真実」の強力な批判者であり、そのような試みは「教育のスキャンダル」だと述べた。

### 無神論と合理主義
ドーキンスは率直な無神論者で、宗教批判者である。「無神論は進化を理解することの必然的な延長である」と考えている。また「宗教は科学と両立し得ない」とも考えている。
『盲目の時計職人』では次のように述べている。
1991年のエッセイ「心のウイルス」 では「ミーム理論によって宗教信仰という現象、および非教徒への罰というような宗教が共通して持つ特徴を分析し、説明できるのではないか」といったことを主張している。ドーキンスによれば「信仰（「証拠に基づかない信念」と定義している）は世界の最も大きな悪の一つで、ウイルスによるものよりも根絶が難しい疫病」と表現している。加えて過激な宗教、たとえばイスラム教徒のテロやキリスト教原理主義への軽蔑でも知られている。同時に、生物学者ケネス・ミラー や遺伝学者フランシス・コリンズ、神学者アリスター・マクグラスやリチャード・ハリス のような宗教的な科学者、宗教に寛容な知識人にも批判的である。ドーキンスは彼らの証拠に基づいた科学と証拠に基づかない信念の衝突についての二面性を批判している。一方でドーキンスは自らを教義は受け入れないが、文化や習慣の点では影響を受けているという意味で「文化的クリスチャン」「イエスに賛成する無神論者」と表現している。
2001年9月11日のアメリカ同時多発テロ事件の後にはこのように書いている
ドーキンスは科学と宗教の関わりについて広い議論を行っていることでよく知られている。2006年の著書『神は妄想である』は世界中で大きな売り上げを達成し、今日では彼の著書の中で最もよく知られる一冊となった。この成功は文学における無神論の人気の高まりや時代精神を反映していると考えられている。『神は妄想である』はノーベル賞受賞者であるハロルド・クロトー、ジェームズ・ワトソンや心理言語学者スティーブン・ピンカーらを含む多くの知識人から賞賛された。本書の中で、「無神論者は誇りを持つべきだ、卑屈になる必要はない、なぜなら無神論は健全で独立した精神の証拠だからだ」と述べている。彼は教育と意識高揚が、宗教的ドグマや教化に対する最も有効な「道具」だと考えている。またこの「道具」は人種差別のようなステレオタイプと戦うためにも有用だと主張している。
彼は自然主義的な世界観を持っている事を表明するのに（自分の宗教を表すのと同じような意味合いで用いる語として）「ブライト」と言う語を提唱している。またフェミニストの圧力で、読者(the reader)を指示するのに、「彼」(he)という語の代わりに「彼女」(she)や「彼あるいは彼女」(he-or-she)を用いることについて違和感を表明している。同様に、「クリスチャンの子ども」や「ムスリムの子ども」のような呼び方は「マルキストの子ども」や「ケインジアンの子ども」と呼ぶのと同じように馬鹿げており、親のイデオロギーや信念で子どもを分類するべきではなく、子どもにクリスチャンもムスリムもないと主張している。
前オックスフォードの神学者アリスター・マクグラスは、「ドーキンスはキリスト教神学に"無知"で、したがって宗教や信仰について論じる資格はない」と考えている。ドーキンスはそれに対し「妖精学を疑う前に妖精学について事細かに調べたりするものだろうか？」と反論した。『神は妄想である』のペーパーバック版ではアメリカの生物学者PZ.マイヤーズの「廷臣の回答」という比喩に言及している。マイヤーズは「ドーキンスには現代の洗練された神学議論への理解が欠けているが、洗練された神学の議論は廷臣が皇帝に着せたきらびやかな衣類のようなものだ。ドーキンスが告発しようとしているのは衣類ではなく生身の皇帝だ」といった主旨のことを述べた。その後もマクグラスとドーキンスの議論は断続的に行われている。
キリスト教哲学者キース・ワードは2006年の著書『宗教は危険か？』で、ドーキンスや同僚たちによる、宗教は社会的に危険であるという主張に反論している。『神は妄想である』への批判は他にも哲学教授ジョン・コッティングハム や倫理学者マーガレット・ソマーヴィルから「過度の宗教批判」と指摘されている。同様のドーキンス批判で邦訳されているものには生物哲学者マイケル・ルースの『ダーウィンとデザイン -進化に目的はあるのか?-』などがある。
一方ドーキンスの擁護者たちは、批判者たちがドーキンスが提示した本当の論点について述べていないと指摘している。ドーキンスは、ルースの「味方となりうる人々を侮辱するのに時間を費やしている」と言う指摘に対して、遺伝学者ジェリー・コインの発言を次のように引用している。「単に創造論対進化論の論争ではない。ドーキンスやウィルソンのような科学者からすれば本当の戦いは合理主義と迷信の間で繰り広げられている。科学は合理主義の一形式に過ぎず、一方で宗教は最もありふれた迷信の形式である」。
ドーキンスはまた、「他の仮説と同じように、神の存在も科学的仮説として扱える」と述べている。そしてスティーブン・ジェイ・グールドが唱えた「重複しない教導権（NOMA）」にも同意していない。タイム誌のインタビューで次のように述べている。
王立協会会長で天文学者であるマーティン・リースは、「ドーキンスの宗教主流派への批判が役に立たないものだ」と述べている。リースは2007年の著書『宇宙の素顔』で「（宗教が扱うような）そのような問いは科学の範囲を超えている。そこは神学者と哲学者の領分である」と述べている。それに対し、ドーキンスは「なぜ科学者が答えられないからといって神学者に明け渡さなければならないのか？」と反論した。また「神学者は科学者が答えることができない宇宙論の深遠な質問に対して、どのような専門的な回答をすることができるのか？」と指摘し、「伝統、権威、神の啓示によってのみ支えられた信念と、証拠や論理によって支持されている信念の間には大きな隔たりがある」と述べた。
ドーキンスは「誠実な信仰を持った良き科学者」として物理学者ラッセル・スタナードらの名を上げ、「キリスト教の細部について彼らがどのように考えているのか（中略）私は困惑させられる」と述べている。また『神は妄想である』の出版が、彼の宗教批判の「たぶん頂点」であると述べた。
2007年に、ドーキンスは世界中の無神論者が自分の立場を公言できるようにアウト・キャンペーンを始めた。ゲイ人権運動のように、多くの人々が無宗教的な視点を持っていることを明らかにすることで、宗教的な人々の中で無神論者へのネガティブなイメージを軽減し、無神論者がその立場を維持できるようになることをドーキンスは願っている。

### ポストモダニズムへの批判
1998年、ネイチャーに掲載された書評で、ドーキンスはソーカル事件に関連する2冊の本、ポール・R・グロスとノーマン・レヴィットの『Higher Superstition: The Academic Left and Its Quarrels with Science』とアラン・ソーカルとジーン・ブリクモントの『Intellectual Impostures』に感謝を表した。この2冊は、アメリカの大学（特に文学研究科、人類学、その他の人文系）におけるポストモダニズムを批判していることで有名である。
ドーキンスはポストモダニズムについて、意味のある内容の欠如を隠すために難解な言語を使用していると主張している。例として、彼は精神分析家フェリックス・ガタリの言葉を引用している。これは、特定の知識人の学問的野心によるものだとドーキンスは主張している。ドーキンスによれば、ガタリやジャック・ラカンのような人物は、何も中身はないが、成功した学問的キャリアから得られる名声と評判の恩恵を得たいと望んでいる。ドーキンスはこう述べた。「あなたは何も中身はないが、学問的に成功したいという強い野心を持つ知識人の詐欺師だと仮定し、敬虔な弟子を集め、世界中の学生に敬意を込めてあなたの本のページに黄色の蛍光ペンで色を塗ってもらいたいとする。あなたはどのような文章を書くだろうか？明快なスタイルではないことは確かだろう。明快さはあなたの中身の欠如を露呈するからである」
2024年、ドーキンスはボストン・グローブ紙にアラン・ソーカルと共同で論説記事を寄稿した。その中で、アメリカ医師会、アメリカ心理学会、米国小児科学会、アメリカ疾病予防管理センターが「性別」ではなく「出生時に割り当てられた性別」という用語を使用していることを批判した。ドーキンスとソーカルは、性別を「受胎時に決定され、出生時に観察される客観的な生物学的事実」であり、医師によって割り当てられるものではないと主張した。ドーキンスとソーカルはこれを「暴走した社会構築主義」と呼び、さらに「社会的大義のために科学的事実を歪曲する」ことは医療機関への信頼を損うリスクがあると主張した。

### ミーム
ドーキンスは「ミーム」という用語を提案した。これは文化的進化において「遺伝子」に相当する語である。ダーウィン主義的原理のアイディアの広がりと、文化的現象を説明するためにどのように拡張されるかを「ミーム」を用いて表現した。そしてミーム学という新たなフィールドが生まれた。ドーキンスは「ミーム」という言葉を、観察者が自己複製子であると考えるいかなる文化的実体をも指す語として用いた。彼は多くの文化的実体を、「情報と行動の効率的な（正確ではないが）コピー機械」として進化した人間への暴露を通して増加する、自己複製可能な存在と見なすことができると主張した。
ミームは「必ずしも正確にコピーされないが、そのため洗練されることができる。他のアイディアと結合したり、修正されたりする過程を経て、新たなミームができ、それが広まることで前身よりも効率的な自己複製子であると立証される」。このように「ミーム」という概念は遺伝子を元にした生物学的進化のアナロジーとして、文化的進化に関するフレームワークを提供する。彼は最初に『利己的な遺伝子』でこのアイディアを概説したあとほとんど手を引き、スーザン・ブラックモアのような他の著者にこの理論の拡張を任せた。
ドーキンスは独立してこの用語を作り出したが、彼はこのアイディアが完全に新しいものだとは主張しなかった。すでに類似したアイディアの類似した表現が存在した。ジョアン・ローランは「The Journal of Memetics」で、無名のドイツの生物学者リヒャルト・シーモンが1904年に「ミネーム」と言う概念を提案し、1924年に英国に持ち込まれたと述べ、ドーキンスはその影響を受けたのではないかと示唆した。シーモンも文化の伝達を論じており、ドーキンスのアイディアは類似している。ローランはまた1926年にモーリス・マーテルリンクが『The Life of the White Ant』で同様の議論を行っていることも明らかにしている。

### ドーキンス財団
2006年にドーキンスはNPOの「理性と科学のためのリチャード・ドーキンス財団」（RDFRS）を設立した。財団は発展途上にある。イギリスとアメリカで慈善財団として認められている。RDFRSは信仰と宗教の心理学研究、科学教育プログラムや科学教育教材、世俗的な慈善団体などへの支援、融資を計画している。またウェブサイトを通じてヒューマニズム、合理主義、科学に関する情報や科学教材の提供を行っている。

### その他の分野

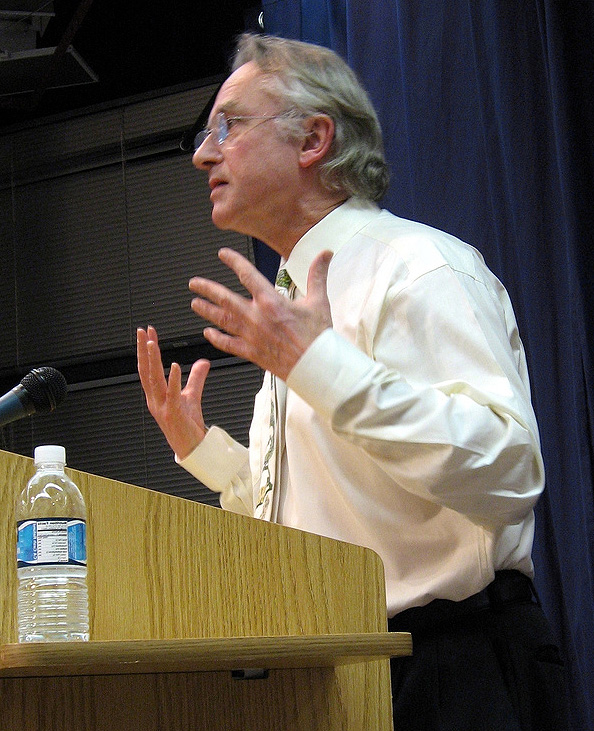
カリフォルニア州メンローパークにて。2006年11月

「公共の科学理解のための」教授として、彼は疑似科学と代替医療の批判者でもある。『虹の解体』では「アイザック・ニュートンが虹の原理を解明したことによって虹の美しさが損なわれた」というジョン・キーツの見解を批判している。「深遠な宇宙や生命の数十億年にわたる進化の理解、生物の分子的な解明は、神話や疑似科学よりも遥かに美しく、驚異の世界を我々に教えてくれる」と述べた。カール・セーガンの最後の著書『カール・セーガン 科学と悪霊を語る』の書評では、セーガンの「科学への生涯の愛を反映している」という一文に触れ、「私自身でこのような本を書きたかった」と賞賛した。
彼の友人ジョン・ダイヤモンドが代替医療の有害さを暴露するために出版した『スネーク・オイル』の序文を書いている。「代替医療はうまくいっている従来の治療から患者をそらし、誤った望みを人々に与えている」。ドーキンスは次のように述べている。「代替医療などない。あるのは効く医療と効かない医療だけだ。」
ドーキンスは人口爆発に懸念を表明している。『利己的な遺伝子』では40年ごとに倍増しているラテンアメリカの人口を例に出して簡潔に述べているにとどまるが、ローマ・カトリックの家族計画と人口抑制に対する態度は痛烈に批判している。ローマ教会は避妊を禁じ、より「自然な」方法での解決を呼びかけている。「この場合、「自然な」方法が行き着く先は、飢餓である」という。
ジェーン・グドールらと共にヒト科の類人猿にヒトと同じ道徳的、法的権利を与えるべきだとする類人猿プロジェクトの支持者でもある。パオラ・カバリエリとピーター・シンガーによって編集された類人猿プロジェクトの本に「心の断絶」と題したエッセイを寄稿した。彼は種差別主義と言う語を用い、人間主観的な現代の道徳心を批判している。
新聞やブログで現代の政治や社会に対する論評も行っている。特に2003年のイラク侵攻をはじめとするジョージ・W・ブッシュの政策や、イギリスの抑止力としての核兵器保有に批判的である。政治、科学、宗教に関する論評のいくつかは『悪魔に仕える牧師』に収録されている。
2007年のドキュメンタリー番組「理性の敵」では科学的証拠に基づく合理主義や批判的思考を放棄することの危険性について論じている。特に占星術、スピリチュアリズム、ダウジング、代替医療、ホメオパシーが取り上げられている。このほかにも2006年の「諸悪の根源？（The Root of All Evil?）」や2008年の「チャールズ・ダーウィンの才能（The Genius of Charles Darwin）」などいくつかのテレビ番組製作に協力している。

## 主な著書
The Selfish Gene. Flamingo. (1976). ISBN 0-586-08316-2
『生物＝生存機械論――利己主義と利他主義の生物学』日高敏隆・岸由二・羽田節子訳、紀伊国屋書店、1980年3月。
 The Selfish Gene. Oxford University Press. (1991). ISBN 0-19-286092-5
『利己的な遺伝子』日高敏隆・岸由二・羽田節子訳、紀伊国屋書店〈科学選書 9〉、1992年3月。ISBN 4-314-00556-4。 - ドーキンス(1980)の改題。
 The Selfish Gene (30th anniversary ed.). Oxford University Press. (2006). ISBN 0-19-929115-2
『利己的な遺伝子 <増補新装版>』日高敏隆・岸由二・羽田節子・垂水雄二訳（増補新装版）、紀伊国屋書店、2006年5月。ISBN 4-314-01003-7。
 The Extended Phenotype: The Long Reach of the Gene. Oxford University Press. (1982). ISBN 0-19-286088-7
『延長された表現型――自然淘汰の単位としての遺伝子』日高敏隆・遠藤知二・遠藤彰訳、紀伊国屋書店、1987年7月。ISBN 4-314-00485-1。
 The Blind Watchmaker: Why the Evidence of Evolution Reveals a Universe Without Design. Norton. (1986). ISBN 0-393-30448-5
『ブラインド・ウォッチメイカー――自然淘汰は偶然か？』 上、日高敏隆 監修、中嶋康裕・遠藤彰・遠藤知二・疋田努訳、早川書房、1993年10月。ISBN 4-15-207811-1。
『ブラインド・ウォッチメイカー――自然淘汰は偶然か？』 下、日高敏隆 監修、中嶋康裕・遠藤彰・遠藤知二・疋田努 訳、早川書房、1993年10月。ISBN 4-15-207812-X。
『盲目の時計職人――自然淘汰は偶然か？』日高敏隆 監修、中嶋康裕・遠藤彰・遠藤知二・疋田努 訳、早川書房、2004年3月。ISBN 4-15-208557-6。 - 『ブラインド・ウォッチメイカー』（1993年刊）の改題。
 River Out Of Eden: A Darwinian View of Life. Weidenfeld & Nicholson. (1995). ISBN 0-297-81540-7
『遺伝子の川』垂水雄二訳、草思社〈サイエンス・マスターズ 1〉、1995年11月。ISBN 4-7942-0672-0。
 Climbing Mount Improbable. Viking. (1996). ISBN 0-670-85018-7
 Unweaving the Rainbow: Science, Delusion and the Appetite for Wonder. Allen Lane. (1998). ISBN 0-7139-9214-X
『虹の解体――いかにして科学は驚異への扉を開いたか』福岡伸一訳、早川書房、2001年3月。ISBN 4-15-208341-7。
 The Genetic Revolution and Human Rights: The Oxford Amnesty Lectures 1998. Oxford University Press. (1999). ISBN 0-19-286201-4
リチャード・ドーキンス 他 著、ジャスティン・バーリー編 編『遺伝子革命と人権――クローン技術とどうつきあっていくか』石井陽一訳、DHC、2001年3月。ISBN 4-88724-207-7。
 A Devil's Chaplain: Reflections on Hope, Lies, Science, and Love. Houghton Mifflin Harcourt. (2003). ISBN 0-618-33540-4
『悪魔に仕える牧師――なぜ科学は「神」を必要としないのか』垂水雄二 訳、早川書房、2004年4月。ISBN 4-15-208565-7。
 The Ancestor's Tale: A Pilgrimage to the Dawn of Life. Weidenfeld & Nicolson. (2004). ISBN 0-297-82503-8
『祖先の物語――ドーキンスの生命史』 上、垂水雄二 訳、小学館、2006年9月。ISBN 4-09-356211-3。
『祖先の物語――ドーキンスの生命史』 下、垂水雄二 訳、小学館、2006年9月。ISBN 4-09-356212-1。
 The God Delusion. Houghton Mifflin Harcourt. (2006). ISBN 0-618-68000-4
『神は妄想である――宗教との決別』垂水雄二 訳、早川書房、2007年5月。ISBN 978-4-15-208826-0。
 The greatest show on earth: The Evidence for Evolution. Bantam Press. (2009). ISBN 0-593-06173-X
『進化の存在証明』垂水雄二 訳、早川書房、2009年11月。ISBN 978-4-15-209090-4。
 Magic of Reality: How We Know What's Really True. Bantam Press. (2011). ISBN 978-0-593-06612-6
『ドーキンス博士が教える「世界の秘密」』大田直子 訳、早川書房、2012年12月。ISBN 978-4-15-209346-2。
 Science in the Soul: Selected Writings of a Passionate Rationalist. Random House. (2017). ISBN 978-1-4735-4166-5
『魂に息づく科学』大田直子 訳、早川書房、2018年10月。ISBN 978-4-15-209807-8。
 Outgrowing God: A Beginner's Guide. Random House. (2019). ISBN 978-1-9848-5391-2
『さらば、神よ』大田直子 訳、早川書房、2020年7月。ISBN 978-4-15-209957-0。

## 受賞歴
- 1987年 - 王立文学協会（英語版）文学賞
- 1987年 - ロサンゼルスタイムズ文学賞[94]
- 1990年 - ロンドン動物学会銀メダル
- 1990年 - マイケル・ファラデー賞[94]
- 1992年 - 常現象の科学的調査のための委員会よりIn Praise of Reasonに選定
- 1994年 - 中山人間科学振興財団より中山賞（Nakayama Prize）[94]
- 1996年 - ヒューマニスト・オブ・ザ・イヤー賞（2021年に剥奪）[95]
- 1997年 -  コスモス国際賞[96]
- 2001年 - キスラー賞（英語版）[94]
- 2002年 -  グラスゴー王立哲学協会（英語版）よりBicentennial Kelvin Medal
- 2005年 -  Alfred Toepfer Foundationよりシェイクスピア賞（英語版）[94]
- 2006年 - アカデミー・オブ・アチーブメントよりGolden Plate Award
- 2006年 - ロックフェラー大学よりルイス・トーマス賞（英語版）
- 2007年 - Giordano Bruno FoundationよりKarlheinz Deschner Prize
- 2007年 -  British Book Award
- 2009年 - スクリップス海洋研究所よりニーレンバーグ賞（英語版）